# نادیا بن عیسی
نادیا بن عیسی (متولد ۶ آوریل ۱۹۸۲ در فرانکفورت آم ماین) خواننده آلمانی است. وی از پدری مراکشی و مادری صرب-آلمانی زاده شده است. او اولین آلبوم تکی خود را پس از چند کار گروهی با عنوان شیرت فور شریت در سال ۲۰۰۶ عرضه نمود.

## اتهام رابطه جنسی ناسالم
وی در ۲۸ سالگی متهم شد با وجود اطلاع از ابتلا به اچ‌آی‌وی، ویروس عامل بیماری ایدز، با ۳ دوست‌پسر سابقش ارتباط جنسی بدون استفاده از کاندوم داشته و یکی از آن‌ها را به این ویروس مبتلا کرده‌است. به گفتهٔ او، پزشکان به وی گفته بودند، احتمال اینکه ویروس اچ‌آی‌وی را به دیگران منتقل کند، در عمل وجود ندارد.